# Université Gaston-Berger
Ne doit pas être confondu avec Université de Saint-Louis ou Université Saint-Louis - Bruxelles.
L'université Gaston-Berger est une université du Sénégal située à Saint-Louis.

## Historique
La première pierre avait été posée par le président Léopold Sédar Senghor le 14 janvier 1975.
Créée officiellement par la loi no 90-03 du 2 janvier 1990, l'UGB accueille sa première cohorte d'étudiants (600) le 17 décembre 1990, dans le cadre d'un statut provisoire.
Elle est dotée d'un statut définitif par le décret no 96-597 du 10 juillet 1996 et d'un nom par le décret no 96-1016 du 4 décembre 1996.
Sa dénomination rend hommage au philosophe franco-sénégalais Gaston Berger, né à Saint-Louis, également connu en tant que père du danseur Maurice Béjart.

Cependant, il n'est pas rare de trouver des personnes qui désignent l'institution sous le nom de l'université de Saint-Louis (peut-être par le même phénomène qui amène certains à appeler l'université Cheikh-Anta-Diop (UCAD) par le nom d'université de Dakar).

## Localisation
L’université se trouve à une dizaine de kilomètres de Saint-Louis. On aperçoit la tour caractéristique de la bibliothèque centrale depuis la route nationale N2 qui mène à Richard-Toll ou la frontière mauritanienne.
L'université se trouve encadrée par deux villages du nom de Sanar : Sanar Peulh et Sanar Wolof qui sont habités respectivement par l'ethnie peulh et l'ethnie wolof. D'ailleurs il est d'usage au sein des étudiants de désigner l'université par le nom de « Sanar ». 

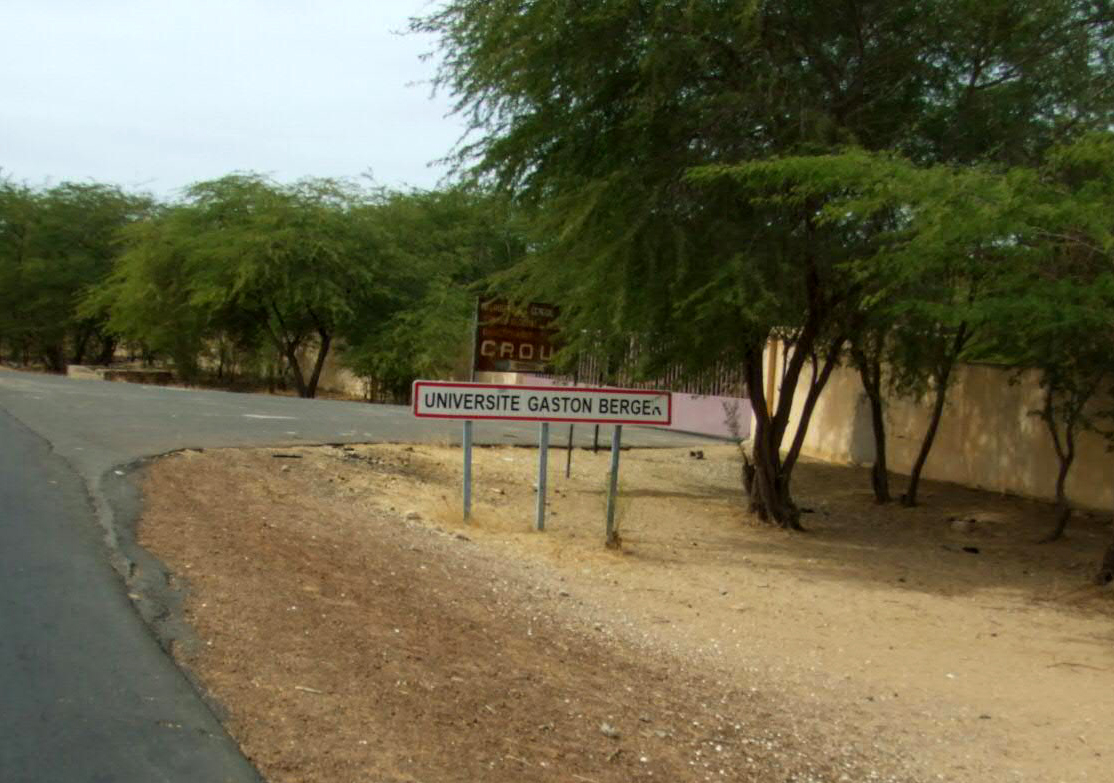
Entrée de l'université.

## Unités de formation et de recherche
L'université Gaston Berger est composée d'unités de formation et de recherche (UFR équivalent des facultés). Il y en a huit au total : 
- Lettres et sciences humaines
- Sciences appliquées et de technologie
- Sciences juridiques et politique
- Sciences économiques et de gestion
- Sciences de la santé
- Sciences agronomiques, d'aquaculture et de technologie alimentaire
- Civilisations, religions, arts et communication
- L'année académique se déroule en dix mois entre octobre et juillet. Par contre le début et la fin des cours dépendent de chaque UFR, l'administration ne décidant que des jours de l'ouverture et de la fermeture des portes de l'université.

### Lettres et Sciences humaines
L'UFR de Lettres et Sciences humaines est composée de la section d’anglais, de la section de français,de la section d’espagnol  de la section de langues étrangères appliquées (LEA), de la section de géographie et de la section de sociologie.

L'admission est uniforme suivant la section choisie mais dépend du cycle 
Premier cycle
Admission en première année
La première année du premier cycle accueille des bacheliers des séries L et S, après une sélection basée sur des critères de mérite dans la limite des places disponibles :
notes des classes de seconde, première et terminale ;
- notes obtenues au bac ;
- admission au premier groupe du bac ;
- mention obtenue au bac ;
- notes obtenues dans les matières déterminantes pour la poursuite des études dans la section sollicitée ;
- âge qui doit être inférieur à 23 ans.

Les salariés titulaires du baccalauréat peuvent être autorisés à s’inscrire sur dossier et dans la limite des places disponibles.
Admission en deuxième année
L’admission en deuxième année du premier cycle peut être automatique ou conditionnelle.
Elle est automatique quand l’étudiant a réussi à toutes les UV de la première année à l’issue des examens de fin d’année.
L’admission est conditionnelle en deuxième année quand l’étudiant a réussi à un minimum d’UV d’une certaine nature, selon des dispositions spécifiques à chaque section (voir titre II).
Second cycle
Admission en première année du second cycle (licence)
L’inscription au second cycle de l’UFR est ouverte aux titulaires du DEUG de l’UFR ou de tout autre diplôme admis en équivalence.
Admission en deuxième année du second cycle (maîtrise)
L’inscription automatique en année de maîtrise est subordonnée à l’admission à la licence.
Toutefois, l’admission conditionnelle en année de maîtrise est prévue, selon des dispositions spécifiques à chaque section.
Mais il n’y a pas d’admission conditionnelle d’un cycle à un autre.

### Sciences appliquées et technologie

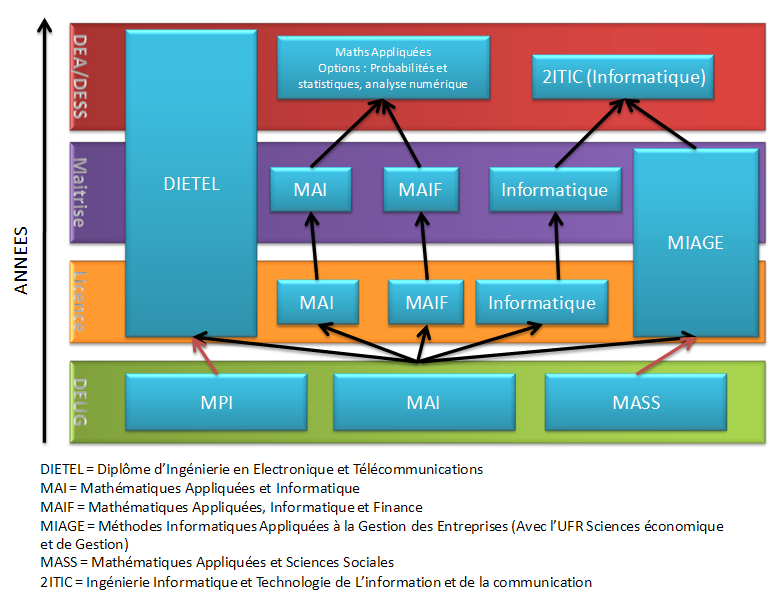
Diagramme des parcours possibles au sein de l'UFR.

L'UFR de Sciences appliquées et de technologie est composée de la Section de mathématiques appliquées, de la Section d'informatique, de la Section physique appliquée et la formation professionnelle payante du CFPP (Centre de formation professionnelle pluridisciplinaire)
L'UFR a subi de grandes mutations à partir de l'année 2000. La dénomination SAT a été donnée la même année (2000) avec la création des diplômes de niveau Bac+2 qui sont : 
- MASS (Mathématiques appliquées et sciences sociales),
- MPI (Mathématiques, physique et informatique)

En 2002 de nouvelles filières sont ouvertes :
- DIETEL (Diplôme d'ingénierie en électronique et télécommunication) BAC +5
- MIAGE (Méthodes informatiques appliquées à la gestion) BAC + 4
- DESS 2ITIC (DESS ingénierie informatique et technologies de l’information et de la communication) BAC +5
- MAIF (Mathématiques appliquées, informatique et finance) licence + maîtrise

#### Admission
La procédure d'admission dépend plus ou moins de la section concernée.

##### Section de mathématiques appliquées
La Section de mathématiques appliquées assure une formation complète du premier au troisième cycle :
- le premier cycle est un tronc commun avec l'informatique.
- le second cycle comprend une licence de mathématiques appliquées de cinq unités de valeur et une maîtrise de mathématiques appliquées constituées d'un tronc commun de trois unités de valeur et de deux options comprenant chacune deux unités de valeur :
- l'option Analyse numérique ;
- l'option Probabilités et statistiques.

Le troisième cycle s'appuie sur les deux équipes de recherche de la Section que sont les équipes d'analyse numérique et de probabilités et statistiques.
Il comprend une année qui délivre l'attestation d'études approfondies (AEA) en mathématiques appliquées et une seconde année durant laquelle l'étudiant soutient un mémoire de diplôme d'études approfondies (DEA).

##### Section physique appliquée
La Section Physique appliquée a été créée en 2000 pour prendre en charge les enseignements de Physique de la nouvelle filière DEUG MPI (Mathématiques physique et informatique) qui venait d’être mise en place par l’UFR/SAT.
Depuis 2002/2003, en plus du DEUG MPI qu’elle gère, la section prend en charge la filière du Diplôme des ingénieurs en électronique et télécommunications (DIETEL).
- La durée de la formation de DEUG MPI est de deux ans.
- Les conditions d’admission et coût de la formation :

Les critères de sélection en MPI :
- [(Note de Math au bac) + (note de physique au bac) + (moyenne second cycle 2de, 1re et terminale) + (moyenne au bac)] /4.

Pas de formation payante à ce jour.
- Les modalités des enseignements

Dans la Section de Physique Appliquée les enseignements sont dispensés sous forme de cours magistraux, TD (Travaux dirigés), TP (Travaux pratiques), conférences, avec le souci de faire évoluer les programmes en fonction du marché de l’emploi.
En 1re année, les étudiants reçoivent des enseignements en mécanique du point et en électricité I (électrostatique, électrocinétique et magnétostatique) sous forme de cours, TD/TP.
En 2e année, l’électricité II avec l’électromagnétisme, l’énergétique thermodynamique et l’optique sont dispensées dans le volet physique.
Autres renseignements
Les étudiants titulaires du DEUG MPI et MAI ont aussi la possibilité de suivre les filières du second cycle de l’UFR SEG. Pour le second cycle, l’UFR dispose d’une licence et d’une maîtrise en informatique, en mathématiques appliquées et en mathématiques appliquées et finances. Des formations spécialisées sont aussi organisées pour le second cycle : DIETEL

##### Section informatique
La section d'informatique assure les enseignements en informatique du tronc commun
(DEUG de mathématiques appliquées et informatique) et donne en deux ans après le DEUG une formation en niveau licence-maîtrise informatique en :
- informatique fondamentale ;
- informatique industrielle ;
- informatique des organisations ;
- calcul scientifique.

Le second cycle d'informatique est ouvert à tous les titulaires du DEUG de mathématiques appliquées et d'informatique de l'UGB ou du diplôme universitaire d'études scientifiques (DUES) de l'université Cheikh-Anta-Diop de Dakar ou un diplôme reconnu équivalent après délibération de la commission pédagogique, sur avis de la section d'informatique.
La licence d'informatique comprend cinq UV annuelles obligatoires.
La maîtrise d'informatique comprend quatre UV obligatoires et chaque étudiant réalise un mémoire de fin d'études du second cycle.

### Sciences juridiques et politiques

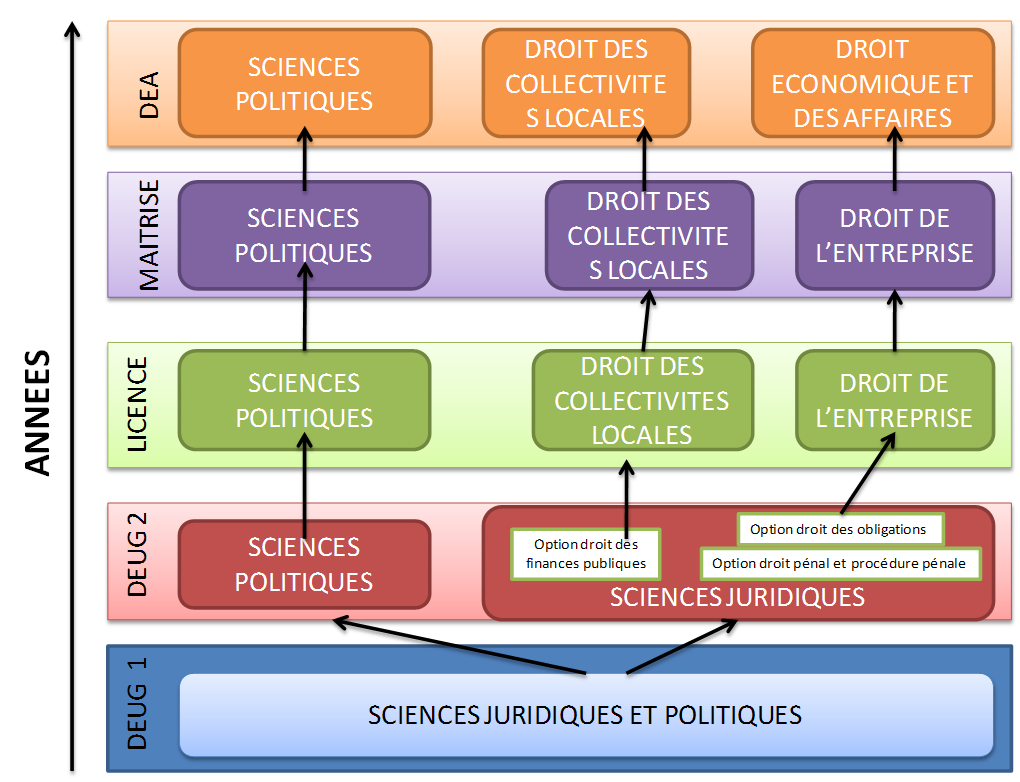
Offre de formation à l'UFR de sciences juridiques et politiques.

L’UFR de Sciences juridiques et politiques est structurée en trois sections, recoupant les trois filières suivantes :
- la section collectivités locales ;
- la section droit de l’entreprise ;
- la section science politique.

#### La section collectivités locales
Elle étudie l’administration publique à l’échelle locale dans ses modalités d’organisation et de fonctionnement (aspects politiques, économiques, sociaux et culturels).
L’objectif est de former l’étudiant pour le rendre apte à travailler pour l’État, pour une communauté rurale, pour une région ou pour le compte de toute autre structure nationale ou internationale.

#### La section droit de l’entreprise
Compte tenu de la place importante qu’occupe l’entreprise privée dans les politiques actuelles de développement économique, social et culturel, l’ambition des programmes d’enseignement de cette filière est de réaliser un dosage équilibré entre les problèmes juridiques et de gestion soulevés par le fonctionnement de ces entreprises.
L’étudiant titulaire d’une maîtrise dans cette filière devrait avoir vocation à diriger ne entreprise, à gérer un projet ou à faire de l’expertise.
Le cycle est organisé en deux années d’étude.

#### Admission
Conformément au projet pédagogique de l’UFR d’assurer une double formation en matière d’enseignement, la formation continue, à la différence de la formation initiale, a pour cible les travailleurs des secteurs public et privé.
Ce régime comporte deux caractéristiques :
- la sélection sur tests des candidats à l’inscription en première année
- certaines dérogations relatives à la présence aux séances de travaux dirigés ou de conférences de méthode et aux contrôles des aptitudes et des connaissances.

Les tests d’entrée ne concernent que les travailleurs titulaires titulaires du baccalauréat ou d’un diplôme équivalent .Ils comportent deux épreuves écrites :
- une épreuve de culture générale et une épreuve d’actualité

Le nombre de places ouvertes au titre du régime particulier représente le ¼ des bacheliers admis annuellement en première année.
Les candidats titulaires d’un diplôme de capacité en droit avec une moyenne égale au moins à douze sur 20 (12/20) sont autorisés à s’inscrire sur dossier et par ordre de mérite.
L’inscription en deuxième année du premier cycle et à la première du deuxième cycle obéit aux conditions fixées par les décrets organisant les enseignements à l’UFR de Sciences Juridiques et Politiques.
Le travailleur inscrit peut opter soit pour le régime normal soit pour le régime spécial. L’inscription à l’un ou à l’autre régime, valable pour une année universitaire, est irrévocable, sauf autorisation accordée par le directeur de l’UFR.
Le travailleur inscrit au régime normal est y soumis aux mêmes modalités de contrôle des aptitudes et des connaissances que l’étudiant à temps plein.
Le travailleur inscrit au régime spécial est dispensé des séances de travaux dirigés ou de conférence de méthode et des galops d’essai .Toutefois, il subit des contrôles en cours d’année, fixés par les équipes pédagogiques. Un document sommaire composé de l’ensemble des fiches de TD ou CM accompagne ces devoirs.
Le travailleur est tenu de traiter les exercices qu’il renvoie au service pédagogique, dans les délais fixés par le chef de ce service.
L’ensemble des notes obtenues dans les contrôles entrent en ligne de compte pour un quart pour l’admissibilité au premier cycle et l’admission au deuxième cycle.
Il est tenu de subir les épreuves de l’examen final aux dates et heures fixées par l’UFR en même temps et dans les mêmes conditions que l’étudiant inscrit au régime normal.
L’étudiant inscrit directement en deuxième année de l’UFR Sciences Juridiques et Politiques, par le bénéfice d’une dispense, est soumis à un régime accéléré. Le régime accéléré consiste pour l’étudiant à subir les contrôles prévus en deuxième année et à suivre les cours faisant l’objet de travaux dirigés en première année.
Toutefois, ces cours supplémentaires ne font pas l’objet de contrôle en cours d’année, mais d’un examen oral à la suite des épreuves d’admissibilité.
Les dispositions des décrets fixant à titre provisoire les programmes et horaires des enseignements et les modalités de contrôle des aptitudes et des connaissances à l’UFR des Sciences Juridiques et Politiques sont applicables au régime particulier, sauf dispositions contraires.

### Sciences économiques et de gestion
(contenu vide)

### Civilisations, Religions, Arts et Communication
Site Internet
Dans le cadre de la montée en puissance de l’Université Gaston Berger de Saint-Louis, la création de l’UFR CRAC, par décret no 2010-1455 du 5 novembre 2010, est sous-tendue par la volonté d’approfondir l’africanisation de l’Université en tant que haut lieu de la formation de l’homme pour son insertion consciente et efficace dans sa société, dans sa culture et dans son temps. Ainsi, l'UFR CRAC s'est dotée de six sections respectivement consacrées:
- à la Communication,
- à l'Infographie,
- aux Métiers des Arts et de la Culture,
- aux Langues et Cultures Africaines,
- aux Métiers du Patrimoine,
- et aux Sciences Sociales des Religions.

#### Section Communication
En tant que domaine pluridisciplinaire les sciences de l’information et de  la communication relèvent aussi bien des lettres, arts, des sciences exactes que des sciences humaines et sociales. Non enregistrés dans le secondaire les SIC (Sciences de l’Information et de la Communication) visent à la découverte et l’acquisition de savoirs et de savoir-faire, d’outils et de technique de pointe permettant de se situer dans le monde contemporain et d’en devenir un acteur privilégié. Elles conduisent ainsi à des secteurs d’emploi en plein développement. 
Le cursus en SIC implique des stages en entreprise, différentiels et progressifs. Exigé en l2 (un mois) et l3 (trois mois), ils sont aussi prévus ultérieurement en Master2 (six mois). 
Ces expériences professionnelles permettent à l’étudiant de se confronter à la réalité de ses projets de carrière. Il peut mieux en cerner l’orientation et les enjeux essentiels aux plans local, régional, national et international.

##### Condition d’admission
Baccalauréat toute série ou équivalences au Sénégal. À l’issue de cela un entretien est organisé pour l’admission dans la section

##### Organisation
Les enseignements se composent de cours théoriques, travaux dirigés, travaux pratiques et des stages destinés à permettre une première expérience d’insertion professionnelle

##### Débouchés
Cette section forme des chargés de communication capable de concevoir, de mettre en œuvre et d’évaluer des stratégies et des plans de communication en entreprise, dans les départements ministériels, dans les collectivités locales, dans les organisations de la société civile, en agence de communication…
Dans ses prolongements possibles en Master (recherche) et Doctorat, cette formation peut également constituer la première étape d’une démarche conduisant à la fonction d’enseignant-chercheur des Universités en Science de l’Information et de la Communication.

#### Section Infographie
L’ouverture de l’UFR CRAC  (Civilisations, Religions, Arts et Communication) a été envisagée dans une logique de montée en puissance de l’Université Gaston Berger de Saint-Louis. En effet, cette Unité de Formation et de Recherche débuté avec (3) trois sections dont celle de l’infographie qui offre une formation professionnelle accessible à toutes les séries (L, G, S…). 
C’est une filière qui forme des infographistes de niveau bac + 3 tout en mettant l’accent beaucoup plus sur la pratique afin de permettre aux étudiants de se familiariser avec les outils techniques et d’être opérationnels. Ce qui facilitera en conséquence leur insertion dans le monde du travail à la fin de leur formation.
Outre cela, les étudiants en infographie auront la possibilité de se spécialiser dès la troisième année soit :
- En graphisme : pour devenir des graphistes, concepteurs de maquettes publicitaires, de logos, de chartes graphiques, de dépliants, de brochures et de tout ce qui concerne l’impression numérique.
- En multimédia : pour évoluer dans le domaine de la conception de sites web, de bannières publicitaires, de vidéos streaming et de cd interactifs.
- En audiovisuel : pour être orfèvre en matière des montages de vidéos, d’animation 2D ou3D, mais également être des spécialistes en conception de bandes d’annonces, en spots publicitaires et de publi-reportages.

#### Section Métiers des Arts et de la Culture
La section Métiers des Arts et de la Culture forme des étudiants et des professionnels du secteur des Arts et de la Culture dans les modules suivants :
- Module 1 : Métiers de la musique ;
- Module 2 : Métiers du cinéma ;
- Module 3 : Métiers d’art dramatique.

Le projet de la Section est aussi de former à terme des enseignants chercheurs qui deviendront spécialistes du secteur pour combler le grand gap qui existe en la matière.
L’offre de formation occupe tout le spectre qui va de la Licence-1 au Doctorat. 
Le public visé comprend :
- Les étudiants et professionnels évoluant dans le domaine des Arts et de la culture ;

- Les jeunes sans diplôme intégrés dans des formations courtes d’apprentissage.

La formation est ponctuée de stages de perfectionnement obligatoires dans un secteur qui nécessite un savoir-faire, qui doit répondre aux défis posés par des changements continus.

##### Débouchés
Offrant une formation polyvalente, les spécialisations proposées par la Section Métiers des Arts et de la Culture donnent accès à des métiers tels que : Manager des entreprises culturelles et artistiques, financeur du secteur de la culture, éditeur, concepteur-graphique, publicitaire, gestionnaire de projet culturel, conseiller artistique, médiateur culturel, spécialiste de la communication,promoteur de spectacles, producteur, réalisateur, scénariste, ingénieur de son, créateur publicité,cinéaste,spécialiste en design, etc.

##### Conditions d’admission
- Être titulaire d’un baccalauréat au moins pour la formation initiale.
- Avoir au moins 5 ans d’expérience professionnelle dans un secteur des activités culturelles

suivies d’un entretien avec un jury, pour la formation continue.

#### Section Langue et culture africaines
Sur la base de l’intitulé de cette section, trois domaines d’enseignement ont été retenus: 
Langues africaines, littératures africaines et civilisations africaines. 
Quelques orientations sont :
- l’usage des langues locales codifiées (incluant naturellement l’apprentissage de telles langues par l’étudiant en début de formation), l’introduction des «partenariats linguistiques» et de «l’intercompréhension linguistique» ;
- la valorisation des littératures endogènes, à la fois orales et rédigées en langues africaines;
- l’apprentissage des civilisations africaines en vue d’éclairer sur les aires culturelles, les mouvements migratoires et l’histoire africaine de manière générale (empires, royaumes, etc.). 
La Section tient à l’africanité comme l’une des principales marques de ses enseignements. Il s’agit, notamment, de donner aux enseignements théoriques et pratiques un contenu et une dimension suffisamment africains en vue de l’enrichissement, de la promotion et de la protection de la diversité culturelle tout en veillant à tenir l’ensemble de ces activités ouvertes aux préoccupations du Sénégal, de l’Afrique et du monde. 
La section compte maintenir une formation académique stricto sensu visant à emmancher les produits sur les axes majeurs des politiques culturelles sénégalaises et africaines. Elle compte, en plus, offrir à des professionnels ayant eu à se former sur-le-tas, une formation théorique et pratique d’appoint destinée à les mener à une certification professionnalisante qui puisse accroître leur rendement en même temps que leur confiance en eux-mêmes, condition idéale pour la transmission des connaissances et la pérennisation des pratiques et valeurs culturelles. À ces fins sont prévus des modules légers et souples dont les résultats ou acquis sont cumulés par les apprenants désireux d’aller plus loin.

##### Débouchés
Pour les diplômes : enseignement et recherche (spécialistes des langues, littératures et civilisations africaines), traduction, interprétariat, etc.

##### Spécificités
Organisation d’évènements culturels consolidant l’ancrage dans l’africanité tels que workshops en arts, littératures, etc. ; expositions vernissages ; festivals ; prestations individuelles d’hommes de culture ; etc.).

##### Conditions d’admission
Le parcours Licence est ouvert aux titulaires du baccalauréat ou d’un diplôme équivalent. 
L’admission aux certificats se fait sur dossier.

## La vie étudiante (CROUS)

### Évolution des effectifs

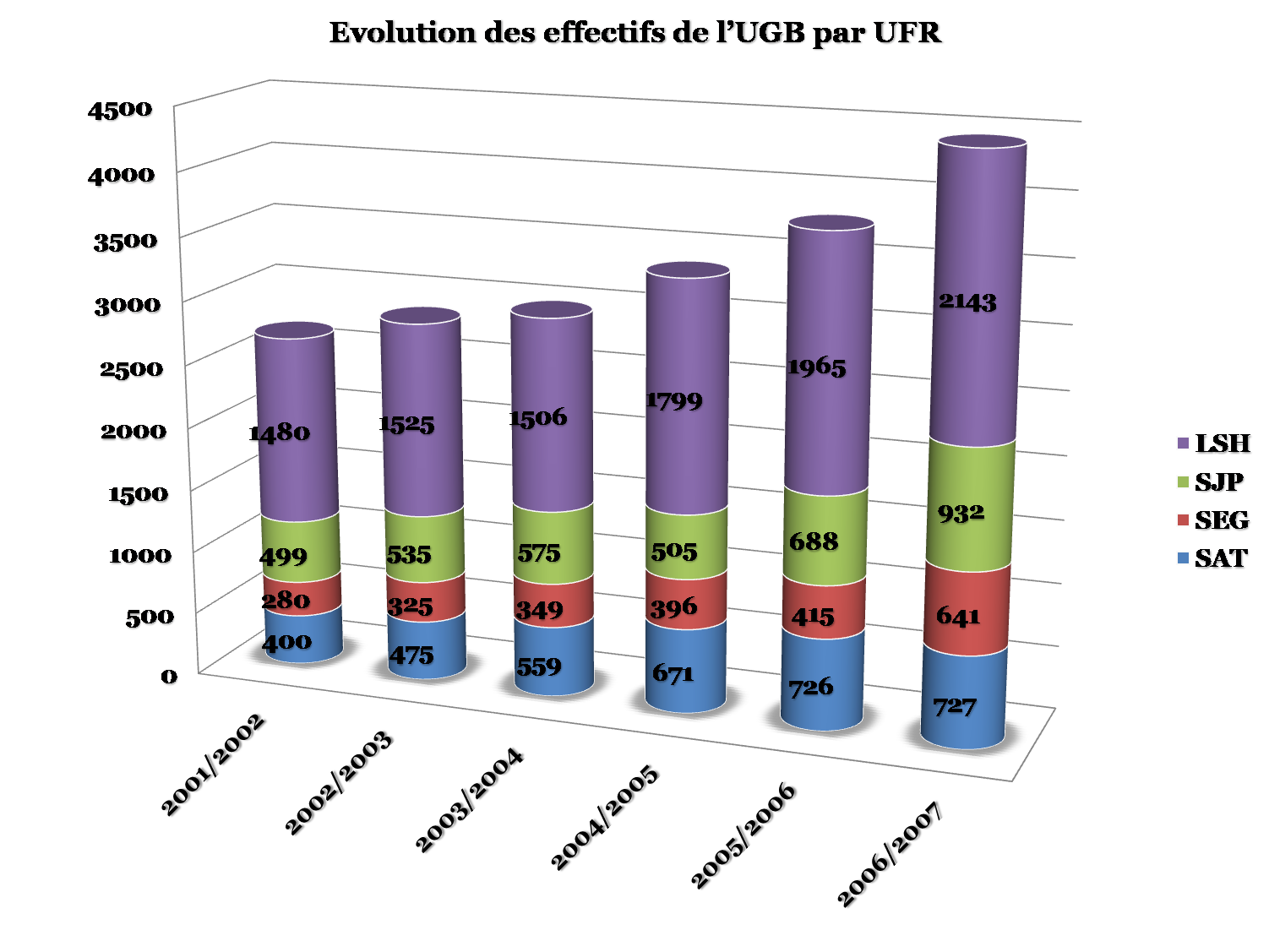
Évolution des effectifs de l'UGB entre 2001 et 2007.

L'université a ouvert ses portes en 1990 avec un effectif de 600 étudiants. Ce nombre n'a cessé d'augmenter depuis cette date. Le début des années 2000 a vu la cadence commencer à s'accélérer (voir tableau). Certains accusent la banque mondiale de faire des pressions pour que le nombre d'étudiants augmente plus rapidement à cause de la faible absorption de l'UGB : environ pas plus de 600 étudiants en moyenne sont admis à l'UGB sur les 10 000 bacheliers annuels du Sénégal. Face à cette pression il y a la résistance des étudiants qui souhaitent une évolution des infrastructures à la même cadence. 
Les graphiques suivants montre l'évolution depuis 2001. 
|           | SAT | SEG | SJP | LSH  | TOTAL UGB |
| --------- | --- | --- | --- | ---- | --------- |
| 2001/2002 | 400 | 280 | 499 | 1480 | 2659      |
| 2002/2003 | 475 | 325 | 535 | 1525 | 2860      |
| 2003/2004 | 559 | 349 | 575 | 1506 | 2989      |
| 2004/2005 | 671 | 396 | 505 | 1799 | 3371      |
| 2005/2006 | 726 | 415 | 688 | 1965 | 3794      |
| 2006/2007 | 727 | 641 | 932 | 2143 | 4443      |

Les autorités actuelles de l'université semblent être plutôt dans une logique de l'augmentation. Dans le rapport d'activité 2007 on peut lire "De 4 443 étudiants, en termes d’évolution d’effectifs en 2007, l’UGB compte atteindre quinze mille (15 000) étudiants en 2012-2013 et se stabiliser à vingt cinq mille (25 000) étudiants en 2017-2018." 
Aussi pourrait-il être utile de rappeler que la surface réservée pour l'université qui est de 250 ha n'est occupée qu'en partie (un peu plus de la moitié). Il reste toutefois à trouver la bonne cadence de construction des nouveaux bâtiments pour accueillir les étudiants en plus et prévoir des recrutements du personnel enseignant (qui se font rares) dans la moindre mesure. Encore un défi à relever car le budget de l'université est à 2 018 860 291 FRs CFA alors que les besoins réels sont autour de 4 219 183 582 Frs CFA.

### Logement
Le logement des étudiants en cité universitaire est géré par le CROUS qui se trouve au sein même de l'université. Les logements sont dans le campus et sont organisés en villages universitaires. Les villages allant de A à G et le village K ont été terminés avant l'année 2000. Ces villages portent le nom de Campus 1 et abrite souvent les étudiants en premier cycle et licence 3. Les chambres sont sous des formules en pseudo-colocation (chacun payant de son côté son loyer au CROUS) par deux étudiants. Les deux compartiments d'une chambre (souvent appelés poches dans le jargon sanarois) sont parfois séparés par un cloison.
Les autres villages entre H à L (K exclu) sont des chambres individuelles réservées aux étudiants du deuxième (à partir de la maitrise) et troisième cycle.
Dans le passé tous les étudiants de l'université Gaston Berger étaient systématiquement logés en cité universitaire. Ce pendant avec l'augmentation des effectifs qui est plus rapide que la construction de nouveaux bâtiments et d'autres facteurs(comme l'augmentation du nombre d'étudiants en deuxième et troisième cycle et la mutation de l'université avec la création de nouvelles filières), il n'est pas rare que des grèves du logement perturbent l'année universitaire. Par contre il est bien appréciable de constater qu'une certaine solidarité existe au sein même des étudiants qui souvent hébergent leurs camarades nouveaux durant les premiers mois parfois même sans les avoir connus auparavant.
Le montant des loyers est assez modeste mais bien adapté aux revenus des étudiants qui se limitent assez souvent à la bourse nationale et à l'aide des parents. 
|                          | Loyer mensuel tout compris pour les nationaux | Loyer tout compris en frCFA pour les étrangers |
| ------------------------ | --------------------------------------------- | ---------------------------------------------- |
| Villages A,B,C,D,E,F,K,M | 3000 (4,57 euros)                             | ???                                            |
| Villages H,I,J,L         | 4000 (6,09 euros)                             | ???                                            |

### Transport
Étant distant de dix kilomètres de la ville de Saint-Louis, le CROUS met à la disposition des étudiants trois bus qui permettent de rallier facilement l'université au centre-ville. Ainsi des horaires sont fixés par rapport aux heures de cours.

## Anciens étudiants celèbres
- Ousmane Sonko, Premier ministre du Sénégal
- Abdourahmane Diouf, ministre sénégalais
- Cheikh Yérim Seck, journaliste sénégalais
- Mabouba Diagne, ministre sénégalais
- Zeynab Mbengue Wade, premiere femme magistrate à la Cour des Comptes du Sénégal

### Sources
- « "Décret no 2012-1163 du 29 octobre 2012 relatif à la composition du Gouvernement" »(Archive.org • Wikiwix • Archive.is • Google • Que faire ?)